# Freddy Sandoval
Freddy Carol Sandoval Herrera (né le 16 août 1982 à Tijuana, Basse-Californie, Mexique) est un joueur de troisième but des Ligues majeures de baseball.

## Carrière

### Ligues majeures
Freddy Sandoval est drafté en huitième ronde par les Angels d'Anaheim en 2004.
Il joue son premier match dans les Ligues majeures le 8 septembre 2008 pour les Angels. Il réussit son premier coup sûr en carrière le 14 septembre contre Félix Hernandez des Mariners de Seattle.
Sandoval joue six parties pour les Angels en 2008, puis cinq autres en 2009. Il poursuit sa carrière en 2010 dans les ligues mineures avec le club-école de l'équipe à Salt Lake City dans la Ligue de la côte du Pacifique.

### Classique mondiale de baseball
Freddy Sandoval s'aligne avec l'équipe du Mexique à la Classique mondiale de baseball en 2009.